# Липлє (Постойна)
Липлє (словен. Liplje) — поселення в общині Постойна, Регіон Нотрансько-крашка, Словенія. Висота над рівнем моря: 455,1 м.